# Olivia Nicholls
Olivia Nicholls (Norwich, 26 ottobre 1994) è una tennista britannica.

## Carriera
Olivia Nicholls ha vinto 19 titoli nel doppio nel circuito ITF in carriera. Il 18 settembre 2017 ha raggiunto il best ranking mondiale nel singolare, nr 943; il (9 gennaio 2023) ha raggiunto il miglior piazzamento mondiale nel doppio, nr 59.
Si è laureata alla Loughborough University. Al Summer Universiade 2017 tenutosi a Taipei, in Taiwan, ha vinto la medaglia di bronzo nel doppio insieme ad Emily Arbuthnott. Olivia è nata a Norfolk nell'omonimo ospedale, figlia di Ann Elizabeth Nicholls (nata Mason) e Ian Phillip Nicholls. Ha un fratello maggiore, Henry, un insegnante di scienze nella scuola secondaria. Nicholls è cresciuta nel villaggio di Acle, frequentando la Acle Primary School e la Acle High School, adesso rinominata Acle Academy. Si è diplomata alla East Norfolk Sixth Form College in Gorleston-on-Sea, nel Norfolk, prima di completare gli studi nel settore della Sports Science with Management alla Loughborough University.

## Statistiche WTA

### Doppio

#### Vittorie (3)
| Legenda              |
| -------------------- |
| Grande Slam (0)      |
| Ori Olimpici (0)     |
| WTA Finals (0)       |
| WTA Elite Trophy (0) |
| Dal 2021             |
| WTA 1000 (0)         |
| WTA 500 (1)          |
| WTA 250 (2)          |

| N. | Data           | Torneo                         | Superficie | Compagna          | Avversarie in finale              | Risultato        |
| 1. | 27 agosto 2022 | Championnats de Granby, Granby | Cemento    | Alicia Barnett    | Harriet Dart Rosalie van der Hoek | 5-7, 6-3, [10-1] |
| 2. | 3 marzo 2024   | ATX Open, Austin               | Cemento    | Olivia Gadecki    | Katarzyna Kawa Bibiane Schoofs    | 6-2, 6-4         |
| 3. | 22 giugno 2025 | German Open, Berlino           | Erba       | Tereza Mihalíková | Sara Errani Jasmine Paolini       | 4-6, 6-2, [10-6] |

#### Sconfitte (3)
| Legenda              |
| -------------------- |
| Grande Slam (0)      |
| Argenti Olimpici (0) |
| WTA Finals (0)       |
| WTA Elite Trophy (0) |
| Dal 2021             |
| WTA 1000 (1)         |
| WTA 500 (0)          |
| WTA 250 (2)          |

| N. | Data           | Torneo                          | Superficie  | Compagna          | Avversarie in finale           | Risultato   |
| 1. | 6 marzo 2022   | Open de Lyon, Lione             | Cemento (i) | Alicia Barnett    | Laura Siegemund Vera Zvonarëva | 5-7, 1-6    |
| 2. | 16 giugno 2024 | Rosmalen Open, 's-Hertogenbosch | Erba        | Tereza Mihalíková | Ingrid Neel Bibiane Schoofs    | 6(6)-7, 3-6 |
| 3. | 15 marzo 2025  | Indian Wells Open, Indian Wells | Cemento     | Tereza Mihalíková | Asia Muhammad Demi Schuurs     | 2-6, 6(4)–7 |

## Circuito WTA 125

### Doppio

#### Vittorie (1)
| N. | Data          | Torneo                             | Superficie | Compagna       | Avversarie in finale          | Punteggio |
| 1. | 16 marzo 2024 | Fifth Third Charleston, Charleston | Cemento    | Olivia Gadecki | Sara Errani Tereza Mihalíková | 6-2, 6-1  |

#### Sconfitte (2)
| N. | Data             | Torneo                   | Superficie  | Compagna          | Avversarie in finale             | Risultato           |
| 1. | 17 dicembre 2022 | Open de Limoges, Limoges | Cemento (i) | Alicia Barnett    | Oksana Kalašnikova Marta Kostjuk | 5-7, 1-6            |
| 2. | 17 maggio 2025   | Clarins Open, Parigi     | Terra rossa | Tereza Mihalíková | Irina Chromačëva Fanny Stollár   | 6-4, 6(5)-7, [5-10] |

## Statistiche ITF

### Doppio

#### Vittorie (19)
| Torneo $100.000 (2) |
| Torneo $80.000 (0)  |
| Torneo $75.000 (0)  |
| Torneo $60.000 (3)  |
| Torneo $50.000 (0)  |
| Torneo $40.000 (0)  |
| Torneo $25.000 (6)  |
| Torneo $15.000 (4)  |
| Torneo $10.000 (4)  |

| N.  | Data              | Torneo                                                     | Superficie  | Compagna        | Avversarie in finale                        | Punteggio           |
| 1.  | 14 novembre 2015  | Aegon GB Pro-Series Bath, Bath                             | Cemento (i) | Sarah Beth Grey | Freya Christie Lisa Whybourn                | 1–6, 6–4, [10–2]    |
| 2.  | 20 febbraio 2016  | Aegon GB Pro-Series Wirral, Penisola di Wirral             | Cemento (i) | Sarah Beth Grey | Veronica Corning Harriet Dart               | 6-2, 1-6, [10-8]    |
| 3.  | 24 settembre 2016 | Aegon GB Pro-Series Nottingham, Nottingham                 | Cemento (i) | Sarah Beth Grey | Dasha Ivanova Margot Yerolymos              | 6–2, 1–6, [10–8]    |
| 4.  | 5 novembre 2016   | Aegon GB Pro-Series Sheffield, Sheffield                   | Cemento (i) | Sarah Beth Grey | Mia Eklund Nika Šjtkouskaja                 | 7–6(3), 7–5         |
| 5.  | 12 novembre 2016  | Aegon GB Pro-Series Shrewsbury, Shrewsbury                 | Cemento (i) | Sarah Beth Grey | Alicia Barnett Lauren McMinn                | 6–3, 6–3            |
| 6.  | 11 febbraio 2017  | Aegon GB Pro-Series Edgbaston, Edgbaston                   | Cemento (i) | Sarah Beth Grey | Melanie Stokke Julia Wachaczyk              | 6–3, 5–7, [10–7]    |
| 7.  | 23 settembre 2017 | Internacional Femenino Brezo Osuna, Madrid                 | Cemento     | Alicia Barnett  | Marina Bassols Ribera Julia Payola          | 6-1, 6-2            |
| 8.  | 17 marzo 2018     | Israel Women's Tournament, Ramat HaSharon                  | Cemento     | Alicia Barnett  | Charlotte Römer Caroline Werner             | 6–4, 7–6(4)         |
| 9.  | 24 marzo 2018     | Israel Women's Tournament, Tel Aviv                        | Cemento     | Alicia Barnett  | Mathilde Armitano Elixane Lechemia          | 7–6(3), 6–3         |
| 10. | 15 aprile 2018    | Obidos Ladies Open, Óbidos                                 | Sintetico   | Sarah Beth Grey | An-Sophie Mestach Nina Stojanović           | 4-6, 7-6(4), [10-6] |
| 11. | 21 aprile 2018    | Óbidos Ladies Open, Óbidos                                 | Sintetico   | Sarah Beth Grey | Jessika Ponchet Ganna Poznichirenko         | 6-2, 6-1            |
| 12. | 10 novembre 2018  | Aegon GB Pro-Series Shrewsbury, Shrewsbury                 | Cemento (i) | Sarah Beth Grey | Tayisiya Morderger Yana Morderger           | 0–6, 6–3, [10–4]    |
| 13. | 29 febbraio 2020  | LTA GB Pro-Series Sunderland, Sunderland                   | Cemento (i) | Alicia Barnett  | Celia Cervino Ruiz Maria Gutierrez Carrasco | 6–4, 7–6(6)         |
| 14. | 19 giugno 2021    | Figueira da Foz International Ladies Open, Figueira da Foz | Cemento     | Alicia Barnett  | Berfu Cengiz Anastasija Tichonova           | 6-3, 7-6(3)         |
| 15. | 16 aprile 2022    | Bellinzona Ladies Open, Bellinzona                         | Terra rossa | Alicia Barnett  | Xenia Knoll Oksana Selechmet'eva            | 6(7)-7, 6-4, [10-7] |
| 16. | 6 agosto 2022     | Kozerki Open, Grodzisk Mazowiecki                          | Cemento     | Alicia Barnett  | Vivian Heisen Katarzyna Kawa                | 6-1, 7-6(3)         |
| 17. | 11 marzo 2023     | Empire Women's Indoor, Trnava                              | Cemento (i) | Alicia Barnett  | Amina Anšba Anastasia Dețiuc                | 6-3, 6-3            |
| 18. | 22 luglio 2023    | Open Araba en Femenino, Vitoria                            | Cemento     | Alicia Barnett  | Estelle Cascino Diāna Marcinkēviča          | 6-3, 6-4            |
| 19. | 27 gennaio 2024   | TBC Porto Open, Porto                                      | Cemento (i) | Sarah Beth Grey | Francisca Jorge Matilde Jorge               | 4-6, 6-3, [10-6]    |

#### Sconfitte (21)
| Torneo $100.000 (4) |
| Torneo $80.000 (0)  |
| Torneo $75.000 (0)  |
| Torneo $60.000 (6)  |
| Torneo $50.000 (0)  |
| Torneo $40.000 (0)  |
| Torneo $25.000 (7)  |
| Torneo $15.000 (3)  |
| Torneo $10.000 (1)  |

| N.  | Data              | Torneo                                                                 | Superficie  | Compagna           | Avversarie in finale                       | Punteggio           |
| 1.  | 29 ottobre 2016   | Aegon GB Pro-Series Loughborough, Loughborough                         | Cemento (i) | Sarah Beth Grey    | Dasha Ivanova Petra Krejsová               | 6(2)-7, 6(2)-7      |
| 2.  | 1º marzo 2017     | Bom Sucesso Ladies Open, Óbidos                                        | Sintetico   | Laura Sainsbury    | Anna Klasen Erika Vogelsang                | 4-6, 1-6            |
| 3.  | 20 maggio 2017    | Women Oeiras Magnesium OK, Oeiras                                      | Terra rossa | Sarah Beth Grey    | Gaia Sanesi Martina Spigarelli             | 0-6, 2-6            |
| 4.  | 29 settembre 2017 | Open GDF SUEZ Clermont-Ferrand, Clermont-Ferrand                       | Cemento (i) | Sarah Beth Grey    | Cornelia Lister Vera Lapko                 | 4-6, 3-6            |
| 5.  | 11 maggio 2018    | Torneo Internacional de Tenis Femenino Ciudad de Monzón, Monzón        | Cemento     | Sarah Beth Grey    | Cristina Bucșa Jana Sizikova               | 2-6, 7-5, [8-10]    |
| 6.  | 10 agosto 2018    | Aegon GB Pro-Series Chiswick, Chiswick                                 | Cemento     | Sarah Beth Grey    | Freya Christie Samantha Murray             | 6-3, 5-7, [8-10]    |
| 7.  | 2 novembre 2018   | Aegon GB Pro-Series Wirral, Wirral                                     | Cemento (i) | Sarah Beth Grey    | Freya Christie Valerija Savinych           | 4-6, 5-7            |
| 8.  | 5 maggio 2019     | Torneig Internacional Els Gorchs, Les Franqueses del Vallès            | Cemento     | Jodie Burrage      | Jessika Ponchet Eden Silva                 | 3-6, 4-6            |
| 9.  | 5 settembre 2020  | Montemor Ladies Open, Montemor-o-Novo                                  | Cemento     | Jodie Burrage      | Marina Bassols Ribera Ioana Loredana Roșca | 6(5)–7, 6–4, [6–10] |
| 10. | 29 maggio 2021    | Torneig Arcadi Manchón, Santa Margarida de Montbui                     | Cemento     | Celia Cerviño Ruiz | Victoria Bosio Justina Mikulskytė          | 6-4, 1-6, [7-10]    |
| 11. | 17 luglio 2021    | Open Araba en Femenino, Vitoria                                        | Cemento     | Celia Cerviño Ruiz | Olivia Gadecki Rebeka Masarova             | 3-6, 3-6            |
| 12. | 18 settembre 2021 | Portugal Ladies Open, Caldas da Rainha                                 | Cemento     | Alicia Barnett     | Momoko Kobori Hiroko Kuwata                | 6(5)-7, 6(2)-7      |
| 13. | 25 settembre 2021 | Santarém Ladies Open, Santarém                                         | Cemento     | Alicia Barnett     | Marie Benoît Eden Silva                    | 5-7, 1-6            |
| 14. | 6 novembre 2021   | Engie Open Nantes Atlantique, Nantes                                   | Cemento (i) | Alicia Barnett     | Jessika Ponchet Samantha Murray Sharan     | 4-6, 2-6            |
| 15. | 3 dicembre 2021   | ITF Women Val Gardena Südtirol Raiffeisen, Selva di Val Gardena        | Cemento (i) | Alicia Barnett     | Eudice Chong Moyuka Uchijima               | 5-7, 1-6            |
| 16. | 29 gennaio 2022   | Open Andrézieux-Bouthéon 42, Andrézieux-Bouthéon                       | Cemento (i) | Alicia Barnett     | Estelle Cascino Jessika Ponchet            | 4-6, 1-6            |
| 17. | 11 febbraio 2022  | Engie Open de l'Isère, Grenoble                                        | Cemento (i) | Alicia Barnett     | Yuriko Miyazaki Prarthana Thombare         | 3-6, 3-6            |
| 18. | 14 maggio 2022    | Torneig Internacional de Tennis Femení Solgironès, La Bisbal d'Empordà | Terra rossa | Alicia Barnett     | Victoria Jiménez Kasintseva Renata Zarazúa | 4-6, 6-2, [8-10]    |
| 19. | 9 giugno 2023     | Surbiton Trophy, Surbiton                                              | Erba        | Alicia Barnett     | Sophie Chang Yanina Wickmayer              | 4-6, 1-6            |
| 20. | 9 settembre 2023  | Ando Securities Open, Tokyo                                            | Cemento     | Alicia Barnett     | Jessika Ponchet Bibiane Schoofs            | 6-4, 1-6, [7-10]    |
| 21. | 10 dicembre 2023  | Al Habtoor Tennis Challenge, Dubai                                     | Cemento     | Heather Watson     | Tímea Babos Vera Zvonarëva                 | 1-6, 6-2, [7-10]    |